# HCCS
HCCS (англ. Holocytochrome c synthase) – білок, який кодується однойменним геном, розташованим у людей на X-хромосомі. Довжина поліпептидного ланцюга білка становить 268 амінокислот, а молекулярна маса — 30 602.
| 10         |  | 20         |  | 30         |  | 40         |  | 50         |
| ---------- |  | ---------- |  | ---------- |  | ---------- |  | ---------- |
| MGLSPSAPAV |  | AVQASNASAS |  | PPSGCPMHEG |  | KMKGCPVNTE |  | PSGPTCEKKT |
| YSVPAHQERA |  | YEYVECPIRG |  | TAAENKENLD |  | PSNLMPPPNQ |  | TPAPDQPFAL |
| STVREESSIP |  | RADSEKKWVY |  | PSEQMFWNAM |  | LKKGWKWKDE |  | DISQKDMYNI |
| IRIHNQNNEQ |  | AWKEILKWEA |  | LHAAECPCGP |  | SLIRFGGKAK |  | EYSPRARIRS |
| WMGYELPFDR |  | HDWIINRCGT |  | EVRYVIDYYD |  | GGEVNKDYQF |  | TILDVRPALD |
| SLSAVWDRMK |  | VAWWRWTS   |  |            |  |            |  |            |

A: Аланін

C: Цистеїн

D: Аспарагінова кислота

E: Глутамінова кислота

F: Фенілаланін

G: Гліцин

H: Гістидин

I: Ізолейцин

K: Лізин

L: Лейцин

M: Метіонін

N: Аспарагін

P: Пролін

Q: Глутамін

R: Аргінін

S: Серин

T: Треонін

V: Валін

W: Триптофан

Кодований геном білок за функцією належить до ліаз. 
Білок має сайт для зв'язування з іонами металів, іоном заліза, гемом. 
Локалізований у мембрані, мітохондрії, внутрішній мембрані мітохондрії.